# Shorttrack op het Europees Olympisch Jeugdfestival 2023
Shorttrack was een onderdeel op het Europees Olympisch Jeugdfestival 2023 in Friuli-Venezia Giulia in Italië. De wedstrijden werden van 22 tot en met 24 januari 2023 gereden in de ijshal Palaghiaccio Claudio Vuerich in Pontebba. Er stonden zeven onderdelen op het programma.

## Resultaten
| Onderdeel                     | Goud                                                            | Zilver                                                                | Brons                                                              |
| ----------------------------- | --------------------------------------------------------------- | --------------------------------------------------------------------- | ------------------------------------------------------------------ |
| 500 meter jongens             | Linards Reinis Laizans                                          | Luka Jasic                                                            | Dominik Palenceusz                                                 |
| 1000 meter jongens            | Dominik Major                                                   | Linards Reinis Laizans                                                | Franck Temak                                                       |
| 1500 meter jongens            | Dominik Major                                                   | Miika Johan Klevstuen                                                 | Dominik Palenceusz                                                 |
| 500 meter meisjes             | Luca Haltrich                                                   | Dora Szigeti                                                          | Hanna Mazur                                                        |
| 1000 meter meisjes            | Dora Szigeti                                                    | Hanna Mazur                                                           | Kornelia Woźniak                                                   |
| 1500 meter meisjes            | Hanna Mazur                                                     | Kornelia Woźniak                                                      | Dora Szigeti                                                       |
| 2000 meter gemengde aflossing | Hongarije Zalan Jancso Luca Haltrich Dominik Major Dora Szigeti | Polen Krzysztof Madry Hanna Mazur Dominik Palenceusz Kornelia Wozniak | Nederland Nick Endeveld Jonas de Jong Sophie Nijboer Pom Straathof |

## Medaillespiegel
| Plaats | Land      | Goud | Zilver | Brons | Totaal |
| ------ | --------- | ---- | ------ | ----- | ------ |
| 1      | Hongarije | 5    | 1      | 1     | 7      |
| 2      | Polen     | 1    | 3      | 4     | 8      |
| 3      | Letland   | 1    | 1      | 0     | 2      |
| 4      | Noorwegen | 0    | 1      | 0     | 1      |
| 4      | Servië    | 0    | 1      | 0     | 1      |
| 6      | Frankrijk | 0    | 0      | 1     | 1      |
| 6      | Nederland | 0    | 0      | 1     | 1      |

Aosta 1993 · 
Andorra 1995 · 
Sundsvall 1997 · 
Poprad 1999 · 
Monthey 2005 · 
Brașov 2013 · 
Erzurum 2017 · 
Sarajevo 2019 · 
Vuokatti 2022 · 
Pontebba 2023